# Episodi di Amore e patatine
La prima e unica stagione della serie televisiva Amore e patatine è stata trasmessa in anteprima negli Stati Uniti d'America dalla Fox nel corso del 2005 ad eccezione dell'episodio pilota che è stato trasmesso nel settembre del 2009.
| nº | Titolo originale                      | Titolo italiano | Prima TV USA     | Prima TV Italia |
| -- | ------------------------------------- | --------------- | ---------------- | --------------- |
| 1  | Pilot                                 |                 | 6 settembre 2009 |                 |
| 2  | Liking Things the Way They Aren't     |                 | 30 marzo 2005    |                 |
| 3  | Fish Song                             |                 | 6 aprile 2005    |                 |
| 4  | The Defiant Ones                      |                 | 20 aprile 2005   |                 |
| 5  | Gangs of the Mall                     |                 | 27 aprile 2005   |                 |
| 6  | We'll Always Have Bowling             |                 | 2005             |                 |
| 7  | Breaking Away                         |                 | 2005             |                 |
| 8  | Things People Stand For               |                 | 2005             |                 |
| 9  | The Things We Do for Love             |                 | 2005             |                 |
| 10 | Some Drinkin' and Some Foolin' Around |                 | 2005             |                 |
| 11 | Soupless in Seattle                   |                 | 2005             |                 |
| 12 | Wouldn't It Be Nice                   |                 | 2005             |                 |
| 13 | The Gods of TV                        |                 | 2005             |                 |